# Jesse Leach
Jesse David Leach (Providence, 3 de julio de 1978) es un actor, DJ y músico estadounidense, y es conocido por ser el vocalista de Killswitch Engage y más tarde de la banda de southern rock Seemless.
También es el actual cantante de la banda de metal hardcore The Empire Shall Fall y Times of Grace.
A partir del 6 de febrero de 2012, Leach regresó a ser el vocalista de Killswitch Engage.

## Historia
Primera banda de Leach, Corrin, formado a principios de los años 90. Corrin grabado cuatro canciones en 1996, que fueron puestos en libertad como un CD por propaganda machine en 1998, tras la desintegración de la banda. El tracklist es 1.Violated, 2.Pariah 3.Unremission, 4. Lifeless, 5. Winter Souls, 6. Distance,
7. A Life of My Own (Cro-Mags), 8. Seed of Cain, 9. Plutonian Shores.
Copias descargables de estas pistas están disponibles en https://web.archive.org/web/20070928140522/http://www.brianhull.net/music/. "The seed of Cain" se puede encontrar en un muestrario de música disponible en el iTunes tienda en línea.
Segunda banda de Leach, Nothing Stays Gold, formada a mediados de los años 1990. Ponen un solo ep antes de separarse en 97/98.
Mientras tanto, algunos miembros restantes de la Overcast y Aftershock estaban formando una nueva banda en el área de Massachusetts y estaban buscando un vocalista. En 1999, Leach conoció al bajista Mike D'Antonio, el guitarrista Joel Stroetzel, y el baterista Adam Dutkiewicz para formar Killswitch Engage. Su Debut homónimo fue lanzado el 11 de julio de 2000.
En el 2002 grabó el segundo disco de Killswitch Engage (Alive or Just Breathing) y después abandonó la banda. Años después formó parte de una nueva banda llamada Seemless, que incluía algo de blues. Después de separarse se unió a otra banda llamada "The Empire Shall Fall". Después de sacar el primero disco con esta banda (Awaken), se unió a un pequeño proyecto con Adam Dutkiewicz, guitarrista de Killswitch Engage. Este proyecto se convirtió en Times of Grace.
En marzo del 2010 apoyó a Killswitch Engage con algunos conciertos mientras Howard Jones estaba indispuesto. El 6 de febrero de 2012 se publicó una foto en la página oficial de Killswitch Engage en la que aparece Jesse Leach con los miembros de la banda, declarándolo como el nuevo vocalista después de que Howard Jones abandonara la banda un mes atrás, por problemas personales además de su enfermedad

## Discografía
Con Corrin
- Corrin - Despair Rides On Angel Wings [EP] (1995)
- Corrin - Corrin/Arise Split (1996)
- Corrin - Plutonian Shores (1998)

Con Nothing Stays Gold
- Nothing Stays Gold - Nothing Stays Gold [EP] (1998)

Con Killswitch Engage
- Killswitch Engage - Killswitch Engage (11 de julio de 2000)
- Killswitch Engage - Alive or Just Breathing (21 de mayo de 2002)
- Killswitch Engage - Disarm The Descent (4 de abril de 2013)
- Killswitch Engage - Incarnate (11 de marzo de 2016)
- Killswitch Engage - Atonement (16 de agosto de 2019)
- Killswitch Engage - This Consequence (21 de febrero de 2025)

Con Seemless
- Seemless - Seemless (25 de enero de 2005)
- Seemless - What Have We Become (5 de septiembre de 2006)

Con The Empire Shall Fall
- The Empire Shall Fall - Demos (2008-2009)
- The Empire Shall Fall - Awaken (17 de noviembre de 2009)
- The Empire Shall Fall - Solar Plexus (30 de agosto de 2011)

Con Times of Grace
- Times of Grace - Hymn of a Broken Man (18 de enero de 2011)

## Significados de canciones
Cuando Jesse escribió canciones para el álbum de Killswitch Engage, Alive or Just Breathing, las canciones tenían un significado profundo detrás de ellos. Los siguientes significados han sido tomadas de las entrevistas:
Numbered Days

'Numbered Days' es sobre el sistema de Babilonia, y cómo el tiempo va a ser muy pronto para que se desploma y cae. Realmente creo que el tiempo se está acercando rápidamente.

Self Revolution

'Self Revolution' es exactamente lo que dice. Es hora de hacer un cambio dentro de ti mismo, y eso depende de la persona.

Fixation On The Darkness

'Fixation On The Darkness' para mí es realmente acerca de lo que dice el título. Es sólo mirar dentro de ti mismo, todos tenemos esa oscuridad, y todos tenemos esa luz, y sólo encontrar el equilibrio entre estas dos cosas. Pero para esa canción en particular, estoy realmente mirando hacia el lado oscuro de las cosas y que el cambio se puede hacer, y hay maneras de superar su situación y sus problemas, y el lado oscuro de su alma.

My Last Serenade

'My Last Serenade' tiene muchos significados para mí. En realidad se trata puentes en llamas. Llega un momento en que tienes que dejar a la gente detrás y hazles saber que te importa y sólo hay tanto amor que puede dar a alguien hasta que se arrastra hacia abajo con ellos.

Life To Lifeless

"'Life To Lifeless' Era mi manera de hacer frente a 11 de septiembre, y realmente no hay palabras para ello, así que sólo se apoyó en la filosofía antigua: que vivimos, morimos, algunas personas viven a vivir un poco más. La vida sigue y si no continúa, hay una vida futura. Creo firmemente que. Así las cosas suceden por una razón. "

Just Barely Breathing

'Just Barely Breathing' es en realidad mi pregunta a la gente. Tienen que buscar en sí mismos y se preguntan que son realmente vivo? ¿Son realmente vivir la vida al máximo? ¿O simplemente ir tirando? Y si es así, si usted no es feliz, tiene que hacer un cambio. Hacer una diferencia en el mundo.

To The Sons Of Man

'To The Sons of Man' es una canción directa al pueblo, y realmente, las letras hablan por sí mismas.

Temple From The Within

'Temple From The Within' es mi oda a la espiritualidad y la manera que me siento frente a la vida. Momentos en que me siento que no puedo seguir presionando. Me parece una manera y sé que no soy yo. Es otra fuerza para que me está pagando mis respetos.

Vide Infra

'Vida Infra' es la buena canción vieja unidad. Habla acerca de cómo no hay nadie que sea mejor que otra persona, y todos deberíamos tener la oportunidad para la igualdad, y sólo en general a abrazar el amor y el respeto de sus semejantes.

Rise Inside

'Rise Inside' es realmente el himno de Killswitch Engage. Se dice a la gente que no importa quién eres en tu vida, estoy aquí por una razón y yo estoy haciendo lo mejor que puedo hacer eso. Realmente necesitamos abrazar el amor y no abandonar los demás como seres humanos y darse cuenta de que todos somos uno en el fondo. Lo creas o no, yo estoy dispuesto a ponerse de pie y decir lo que pienso y les digo cómo me siento acerca de las cosas.

## Colaboraciones
- Killswitch Engage - "Take This Oath"
- Killswitch Engage - "Irreversal" (The End of Heartache Special Edition)
- Roadrunner United - "Blood And Flames" (Leach, Heafy, Rand, D'Antonio, Kelly) (Roadrunner Records 25º aniversario)
- Thy Will Be Done - "Preserving The Sacred"
- Atresia - "Life from Life" (Heavy Metal Mixtape)

## Como actor
Leach desempeño un pequeño papel en la película de 1999 "Outside Providence", dirigida por Michael Corrente. La película es una adaptación de la Novela de 1988 del mismo nombre de Peter Farrelly. Leach interpreta a un joven llamado Decenz.